# Phare de Ruvaal
Le phare de Ruvaal (en gaélique écossais : Rubh'a' Mhàil) ou Rhuvaal est un phare édifié au nord-est de l'île d'Islay (Hébrides intérieures), dans le comté de Argyll and Bute à l'ouest de l'Écosse. Le phare actif marque les approches septentrionales du Sound of Islay (en), un étroit canal séparant Islay de l'île adjacente de Jura. Il est l'un des sept phares qui servent à l'aide maritime à la navigation autour d'Islay.
Ce phare est géré par le Northern Lighthouse Board (NLB) à Édimbourg,l'organisation de l'aide maritime des côtes de l'Écosse.
Il est maintenant protégé en tant que monument classé du Royaume-Uni de catégorie B.

## Histoire
Le besoin d'un phare près du Sound of Islay avait été identifié dès 1835 par l'ingénieur civil écossais Robert Stevenson, avec la Chambre du commerce demandant que la lumière devrait couvrir les Neva Rocks à l'ouest. Cette exigence signifiait qu'une tour importante serait nécessaire. Le phare a été conçu par les frères David Stevenson et Thomas Stevenson, de la famille d'ingénierie de phare.
La construction a commencé en 1857 et a été achevée en 1859. Le phare se compose d'une tour cylindrique en brique blanche de 34 mètres de haut, soutenant une galerie avec la lanterne noire. Il a 158 marches pour arriver au sommet de la tour. Les ouvertures de fenêtre et de porte sont en grès.
L'accès au phare a toujours été difficile en raison de son emplacement isolé. Depuis 1980, l'emploi de l'hélicoptère a facilité la maintenance et l'approvisionnement. Des hélicoptères ont également été utilisés pour la construction d'une ligne électrique aérienne sur le site en 1981. Un hélicoptère s'est écrasé pendant le projet, mais heureusement le pilote a survécu à l'accident.
L'électrification du phare a permis l'installation d'un éclairage électrique à réflecteur parabolique en 1982 , puis l'éclairage a été automatisé l'année suivante. Les gardiens ont été retirés et les chalets ont été vendus et sont maintenant des propriétés privées.

## Bâtiment classé

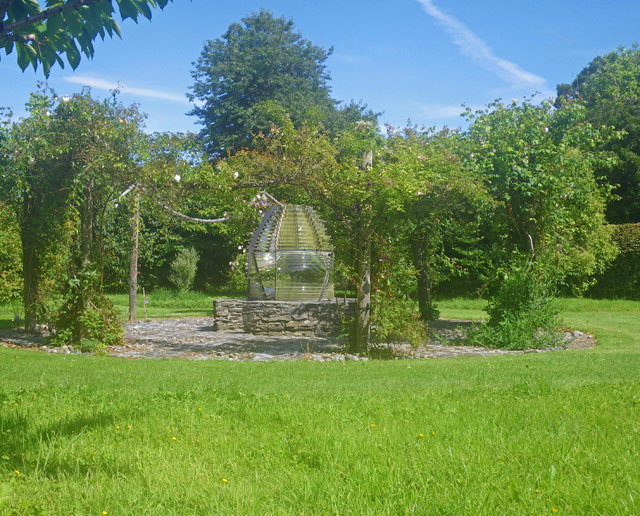
Lentille de Fresnel (Colonsay House)

L'optique original, la lentille de Fresnel de 3e ordre est conservée et est maintenant visible dans le jardin de Colonsay House (en) sur l'île voisine de Colonsay.
La station entière, y compris la tour, les chalets du gardien, et les murs d'enceinte est protégés comme un bâtiment classé catégorie B du Royaume-Uni.

### Liens connexes
- Liste des phares en Écosse
- Islay